# リービング・ラスベガス
『リービング・ラスベガス』（Leaving Las Vegas）は、1995年製作のアメリカ映画。ジョン・オブライエンの半自伝小説を原作にマイク・フィギスが映画化した。
ラスベガスを舞台に、脚本家であったアルコール依存症の男性と娼婦のラブストーリー。
ニコラス・ケイジは第68回アカデミー賞で主演男優賞を、第53回ゴールデングローブ賞で主演男優賞を獲得した。

## ストーリー
ハリウッドで売れっ子脚本家だったベン（ニコラス・ケイジ）は酒が原因で会社をクビになり、金銭面で救いを求めた友人にも拒絶され、妻子も逃げていった。ベンは会社から退職金がわりの小切手を手にしたことで、死ぬまで酒を飲み続けようと決意し、映画の街ロサンゼルスから、酒を24時間飲めるカジノの街ラスベガスに車を走らせ、寂れたモーテルに滞在する。
ベンはネオン輝くラスベガスの街を車で走らせていたある日、路上で高級娼婦のサラ（エリザベス・シュー）と出会い、1時間500ドルの口約束を結び、モーテルの一室に連れ帰り、一夜を共にする。
翌日、帰宅したサラは、ロシア系マフィアのユーリ（ジュリアン・サンズ）に一晩の稼ぎが悪いと脅され、再びネオンの街へ客を探しに出掛けていく日常に戻る。数日後、マフィアの仲間に追われているユーリは、自身の身に危険が迫ったことを察知し、サラに別れを告げる。
晴れて自由の身になったサラは、ベンのいるモーテルにふたたび戻り、絶望の中で見つけた孤独同士の2人の不思議な関係が始まるが、「一緒に暮らそう」と言い出すサラに、ベンは一緒に暮らす条件として「絶対に酒をやめてと言うな」と念を押す。果たして、退廃の街を舞台に出会った2人の真実の愛の物語の行方は・・・。

## キャスト
※括弧内は日本語吹替
- ベン・サンダーソン - ニコラス・ケイジ（山寺宏一）
- サラ - エリザベス・シュー（勝生真沙子）
- ユーリ - ジュリアン・サンズ（田中正彦）
- ピーター - リチャード・ルイス（稲葉実）
- マーク・ナスバウム - スティーヴン・ウェバー（家中宏）
- デビー - エミリー・プロクター
- テリー - ヴァレリア・ゴリノ（湯屋敦子）
- ラスベガスのバーテンダー - グレアム・ベッケル
- 銀行出納係 - キャリー・ローウェル
- ミスター・シンプソン - トーマス・コパッチ
- モブスター - エド・ローター
- モブスター - マイク・フィギス
- カウンターの男 - R・リー・アーメイ（大塚周夫）
- バーの娼婦 - マリシュカ・ハージティ
- バーテンダー - ダニー・ヒューストン
- 女主人 - ローリー・メトカーフ
- バイカー・バーのバーテンダー - ジュリアン・レノン
- モールの男 - ボブ・ラフェルソン
- タクシー運転手 - ザンダー・バークレー（目黒光祐）
- タクシー運転手 - ルー・ロウルズ

## 原作者／ジョン・オブライエン
1960年5月11日、アメリカのレイクウッド (オハイオ州)で生まれる。レイクウッド高校を78年に卒業した翌年、19歳でリサ・カークウッドと結婚し、法律事務所で職に就くが、この頃からアルコール依存症となる。
83年に夫婦でロサンゼルスに移り住み、カリフォルニア大学ロサンゼルス校に入学し、ジョンは作家を目指す。

90年、妻リサのために、半自叙伝となる小説『リービング・ラスベガス』をカンザス州の小さな出版社ウォーターマーク・プレス社より刊行したが、売れ行きは2千部にも満たない状況だった。92年に映画化の話が持ち上がった後、ニューヨーク州の出版社グローヴ・プレス社がペーパーバッグの版権を買い取り、同小説を安価なペーパーバックで刊行。
ジョンは小説執筆のために、治療を受けながら一時的に禁酒(88年から90年)に成功したが、再び飲酒を始め、92年に妻リサと離婚。
映画化が94年3月に決定したが、その2週間後となる4月10日にジョンは拳銃で頭を打ち抜いて自殺した。部屋に残されていたのは、ピザの箱と半分空になったウォッカのボトルだけだった。享年34歳。

## サウンドトラック
マイク・フィギスとは映画『ストーミー・マンディ』(1988年)以来の親交があるスティングがジャズ・スタンダード3曲を歌い上げている。「エンジェル・アイズ」(1953)はマット・デニスの楽曲。「マイ・アンド・オンリー・ラブ」(1953年)はロバート・メリンとガイ・ウッドが手掛けた楽曲。「ロンサム・オールド・タウン」(1930年)はチャールズ・キスコとハリー・トビアスが作った失恋ソングで、過去にデューク・エリントン、リナ・ホーンもカバーしている。なお、この3曲はフランク・シナトラが過去にすべてカバーしている。
イーグルスのドン・ヘンリーが歌う「降っても晴れても」(1946年)は、ハロルド・アーレンとジョニー・マーサーがミュージカル『セントルイス・ウーマン』のために手掛けたラブ・ソングで、過去にビル・エヴァンスやサラ・ヴォーンもカバーしている。
同サントラに収録のヴォーカル曲は、スティングの3曲とドン・ヘンリーの1曲以外に、ニコラス・ケイジが口ずさむ1分ほどの「リディキュラス」、パラディノスが1994年にリリースしたアルバム『Travelling Dark 』収録曲の「ゴーイング・サウス・フォー・ア・ホワイル」の計6曲となっており、その他の楽曲はすべてマイク・フィギスが担当した。
| #   | タイトル                                                                        | 作詞                         | 作曲・編曲                   | Performer                                            | 時間 |
| --- | ------------------------------------------------------------------------------- | ---------------------------- | ---------------------------- | ---------------------------------------------------- | ---- |
| 1.  | 「Intro Dialogue」(dialogue)                                                    |                              |                              | Nicolas Cage as Ben Elisabeth Shue as Sera           | 0:32 |
| 2.  | 「エンジェル・アイズ Angel Eyes」                                               | Matt Dennis , Earl Brent     | Matt Dennis , Earl Brent     | スティング                                           | 4:02 |
| 3.  | 「Are You Desirable?」                                                          |                              |                              | Mike Figgis                                          | 2:43 |
| 4.  | 「Ben & Bill」(dialogue)                                                        |                              |                              | Nicolas Cage as Ben                                  | 0:30 |
| 5.  | 「Leaving Las Vegas」                                                           |                              |                              | Mike Figgis                                          | 3:12 |
| 6.  | 「Sera's Dark Side」                                                            |                              |                              | Mike Figgis                                          | 1:26 |
| 7.  | 「Mara」                                                                        |                              |                              | Mike Figgis                                          | 4:28 |
| 8.  | 「Burlesque」                                                                   |                              |                              | Mike Figgis                                          | 2:40 |
| 9.  | 「On The Street」(dialogue)                                                     |                              |                              | Nicolas Cage as Ben Elisabeth Shue as Sera           | 0:28 |
| 10. | 「Bossa Vega」                                                                  |                              |                              | Mike Figgis                                          | 3:14 |
| 11. | 「Ben Pawns His Rolex/Sera Talks to Her Shrink」(dialogue)                      |                              |                              | Nicolas Cage as Ben Elisabeth Shue as Sera           | 0:37 |
| 12. | 「マイ・ワン・アンド・オンリー・ラブ My One and Only Love」                     | Robert Mellin , Guy Wood     | Robert Mellin , Guy Wood     | スティング                                           | 3:36 |
| 13. | 「Sera Invites Ben to Stay」(dialogue)                                          |                              |                              | Nicolas Cage as Ben Elisabeth Shue as Sera           | 0:31 |
| 14. | 「降っても晴れても Come Rain or Come Shine」                                    | Harold Arlen , Johnny Mercer | Harold Arlen , Johnny Mercer | ドン・ヘンリー                                       | 3:41 |
| 15. | 「Ben and Sera – Theme」(dialogue)                                              |                              |                              | Nicolas Cage as Ben Elisabeth Shue as Sera           | 2:18 |
| 16. | 「リディキュラス Ridiculous」                                                   | Phil Roy , Nicolas Cage      | Phil Roy , Nicolas Cage      | ニコラス・ケイジ                                     | 1:03 |
| 17. | 「Biker Bar」                                                                   |                              |                              | Mike Figgis                                          | 3:44 |
| 18. | 「Ben's Hell」                                                                  |                              |                              | Mike Figgis                                          | 1:37 |
| 19. | 「ロンサム・オールド・タウン It's a Lonesome Old Town」                         | Harry Tobias , Charles Kisco | Harry Tobias , Charles Kisco | スティング                                           | 2:37 |
| 20. | 「Blues For Ben」                                                               |                              |                              | Mike Figgis                                          | 1:56 |
| 21. | 「Get Out」                                                                     |                              |                              | Mike Figgis                                          | 1:49 |
| 22. | 「Reunited」                                                                    |                              |                              | Mike Figgis                                          | 3:28 |
| 23. | 「Sera Talks to the Cab Driver」(dialogue)                                      |                              |                              | Elisabeth Shue as Sera Lou Rawls as Concerned Cabbie | 0:23 |
| 24. | 「She Really Loved Him」                                                        |                              |                              | Mike Figgis                                          | 1:17 |
| 25. | 「ゴーイング・サウス・フォー・ア・ホワイル I Won't Be Going South For a While」 | Angelo Palladino             | Angelo Palladino             | The Palladinos                                       | 4:27 |

## 評価
レビュー・アグリゲーターのRotten Tomatoesでは54件のレビューで支持率は89%、平均点は7.60/10となった。Metacriticでは23件のレビューを基に加重平均値が82/100となった。

## 備考
- 撮影には通常の35mmフィルムの代わりにスーパー16フィルムが用いられた[4]。
- シェリル・クロウが1993年に発表した「Leaving Las Vegas」（邦題は「さらばラス・ヴェガス」）は、原作となったジョン・オブライエンの小説から取られた。オブライエンと、曲の共作者の一人、デヴィッド・ベアウォルドは友人同士であった[5]。